# 巴勒斯坦恐怖主義

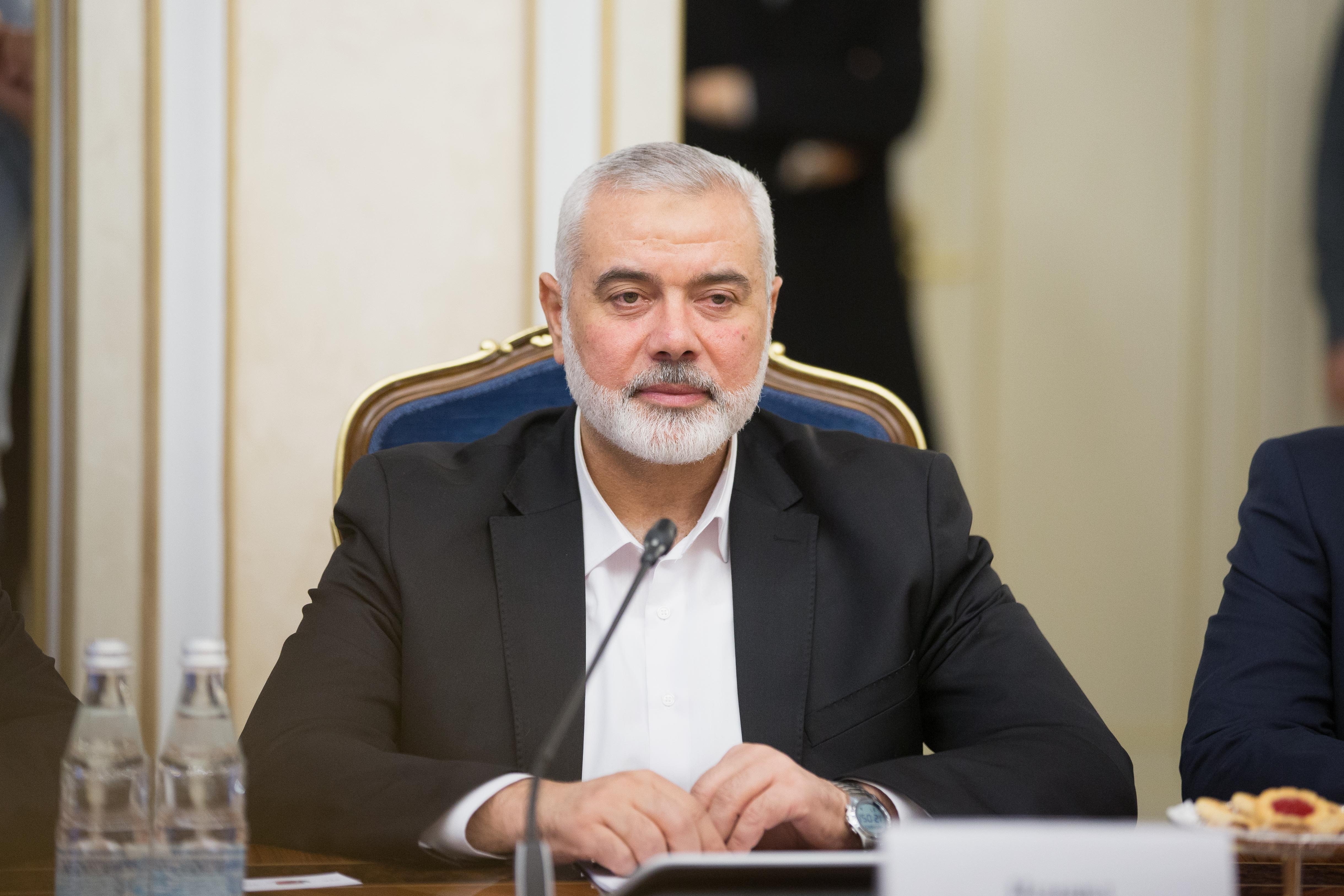
哈馬斯高級政治領導人伊斯梅爾·哈尼亞在莫斯科的一次會議上

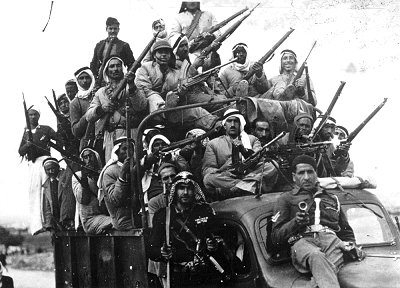
巴勒斯坦託管地的阿拉伯武裝分子，攝於1947年

巴勒斯坦恐怖主義指巴勒斯坦阿拉伯人個人或組織實施的恐怖主義。在以巴衝突中，巴勒斯坦恐怖主義主要針對以色列國內外的猶太人及以色列人，有時亦針對以色列境內的其他居民及遊客，甚至其他阿拉伯國家的人員，包括黎巴嫩人、約旦人、埃及人等。
巴勒斯坦恐怖主義的原因包括巴勒斯坦民族主義、企圖消滅以色列國、企圖迫使以色列釋放巴勒斯坦囚犯或准許海外巴勒斯坦人回歸，以及個人心懷不滿尋求報復等。現仍活躍的巴勒斯坦恐怖組織有哈馬斯、傑哈德、「人陣」、「民陣」等，武裝團體有卡桑旅、聖城旅、阿克薩烈士旅等。
巴勒斯坦恐怖分子常用的襲擊方式包括石擊、槍擊、自殺攻擊、汽車炸彈、巴士爆破、劫機等。
該術語也泛指英國託管時期該地區阿拉伯穆斯林針對猶太人的恐怖行為，儘管當時尚未有「巴勒斯坦恐怖主義」一詞（在當時，「巴勒斯坦人」是指託管地所有居民，並不限於阿拉伯人）。

## 鄂圖曼及英國託管時期
巴勒斯坦地區阿拉伯人恐怖活動開始的確切日期尚不明確。以色列國認定拉比亞伯拉罕·什洛莫·扎爾曼是該地區近代以来首位因民族原因遭謀殺的猶太人。該案發生於1851年。

### 20世紀20年代
伊宰·丁·卡桑自20世紀20年代初活躍，被認為是首個領導針對猶太社區及英國託管政府的有組織恐怖活動的人。針對猶太人的首次恐怖襲擊事件發生於1920年的反猶騷亂（6名猶太人在耶路撒冷及加利利遭謀殺）。第二次為1921年雅法騷亂，期間雅法地區有43名猶太人遭阿拉伯人殺害，孤立的聚居地也遭到襲擊。阿拉伯人要求英國取消《貝爾福宣言》並阻止猶太人移居該地。恐怖主義的主要行為包括滲入猶太街區及社區殺害居民、伏擊、射擊道路上的車輛，以及焚燒猶太果園及田地。
在最高穆斯林委員會主席兼耶路撒冷大穆夫提阿明·侯賽尼的煽動下，阿拉伯穆斯林中的反錫安主義日漸增加。1929年，託管地爆發大規模暴亂，史稱西牆暴動，133名猶太人被殺，339人受傷，其中大部分發生在希伯崙大屠殺中，該市的猶太人聚居點被夷為平地。

### 1936至1939年阿拉伯大暴動
繼第五次猶太人回歸運動及第二部白皮書未能實施後，託管地爆發了阿拉伯大暴動。這段時期的暴力叛亂皆由阿明·侯賽尼為首的阿拉伯高等委員會領導，從1936年持續到1939年。其中1937至1939年的暴動獲納粹德國裝備及資助。
參與叛亂的阿拉伯人對託管地猶太人及英國託管政府發動了總罷工及一系列暴力襲擊，企圖顛覆託管地政府。1936年4月15日，即叛亂首日，雅法的猶太居民遭襲擊，其中9人被謀殺，60人受傷，其餘人逃往特拉維夫。三年暴動期間，約400名猶太人被殺，數千人受傷，數千名猶太難民從各地湧入特拉維夫。私人住宅、學校、孤兒院遭到襲擊，猶太人在工作、旅行及散步時遭到槍殺，火車及巴士上發生了數百次襲擊，大約17,000杜納畝的猶太農作物被縱火燒毀，英籍士兵及託管地政府機構皆遭受襲擊。該次叛亂期間，約200名英籍人士被殺。

### 20世紀40年代
20世紀40年代，阿拉伯組織與納粹合作反對英國及託管地猶太人，計劃在納粹德國軍隊入侵後消滅該地區猶太人。根據計劃，納粹德國軍隊將從埃及入侵。納粹與阿明·侯賽尼合作，派遣一支特種部隊企圖在特拉維夫猶太人的水井中投毒，但以失敗告終。阿明·侯賽尼投靠阿道夫·希特拉，參與領導巴爾幹半島的一支穆斯林黨衛軍部隊。
阿拉伯領袖強烈反對聯合國於1947年提出的將巴勒斯坦地區分劃為猶太、阿拉伯兩國的計劃。在11月29日聯合國大會通過決議前夕，阿拉伯人對猶太社區發動恐怖襲擊，為以色列獨立戰爭的導火線之一。

## 20世紀50年代

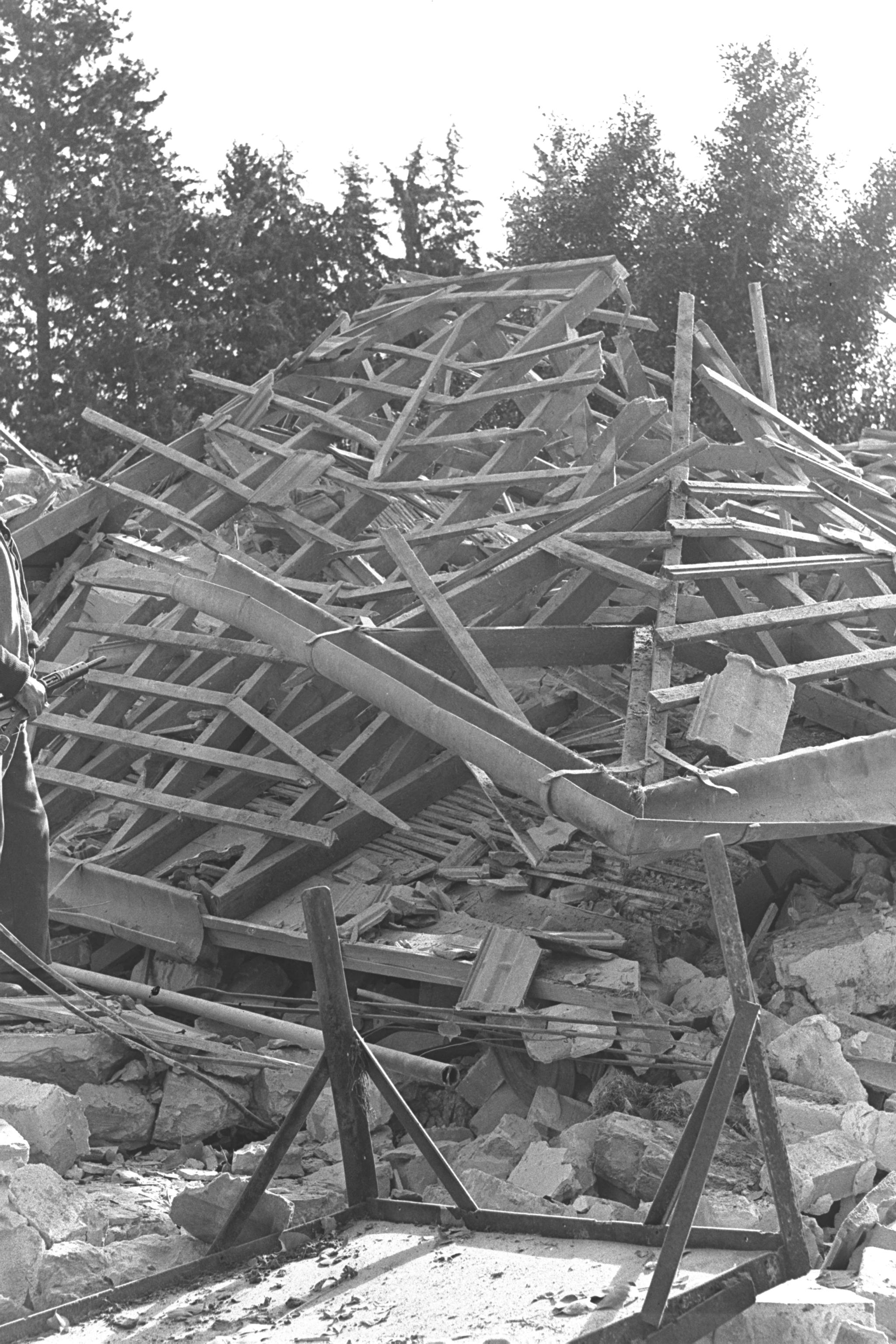
1956年巴勒斯坦恐怖襲擊

### 巴勒斯坦敢死隊
1949年以色列獨立戰爭結束後不久，針對以色列領土的零星恐怖活動就開始了，主要發生在與約旦河西岸（約旦佔）及加沙走廊（埃及佔）的邊境地區。該運動被稱為「敢死隊」，主要由1948年因戰亂逃離該地區的阿拉伯人實施。其罪行包括殺害該地區無辜猶太居民，例如穆斯塔法·薩穆埃利在耶路撒冷走廊的活動。
這段時期的恐怖行為之一是1954年3月17日在內蓋夫發生的馬阿萊·阿克拉布夫屠殺，事件中11名以色列巴士乘客被謀殺。恐怖襲擊發生之後，以色列不得不在約旦河西岸及加沙走廊採取軍事措施。作為報復，埃及軍隊決定收編巴勒斯坦敢死隊。有了靠山，敢死隊便增加了其恐怖活動。1951至1956年間，總共有400名以色列人在巴勒斯坦敢死隊的恐怖活動中喪生，900人受傷。
巴勒斯坦敢死隊的活動是第二次中東戰爭爆發的主要原因。1957至1967年間，總共有125名以色列人在恐怖活動中喪生。

## 20世紀60年代
在阿拉伯國家的支持下，巴勒斯坦解放組織於1964年6月2日在約旦成立。以艾哈邁德·舒凱里為首的巴解組織由多個組織組成，其中最大的是亞西爾·阿拉法特於1959年10月10日創立的法塔赫。1965年1月1日，法塔赫首次發動恐怖襲擊，企圖爆破以色列國家供水系統，但以失敗告終。
1966年10月，從約旦滲入以色列的恐怖分子在耶路撒冷民宅放置炸藥，導致房屋嚴重受損，5名居民受傷。

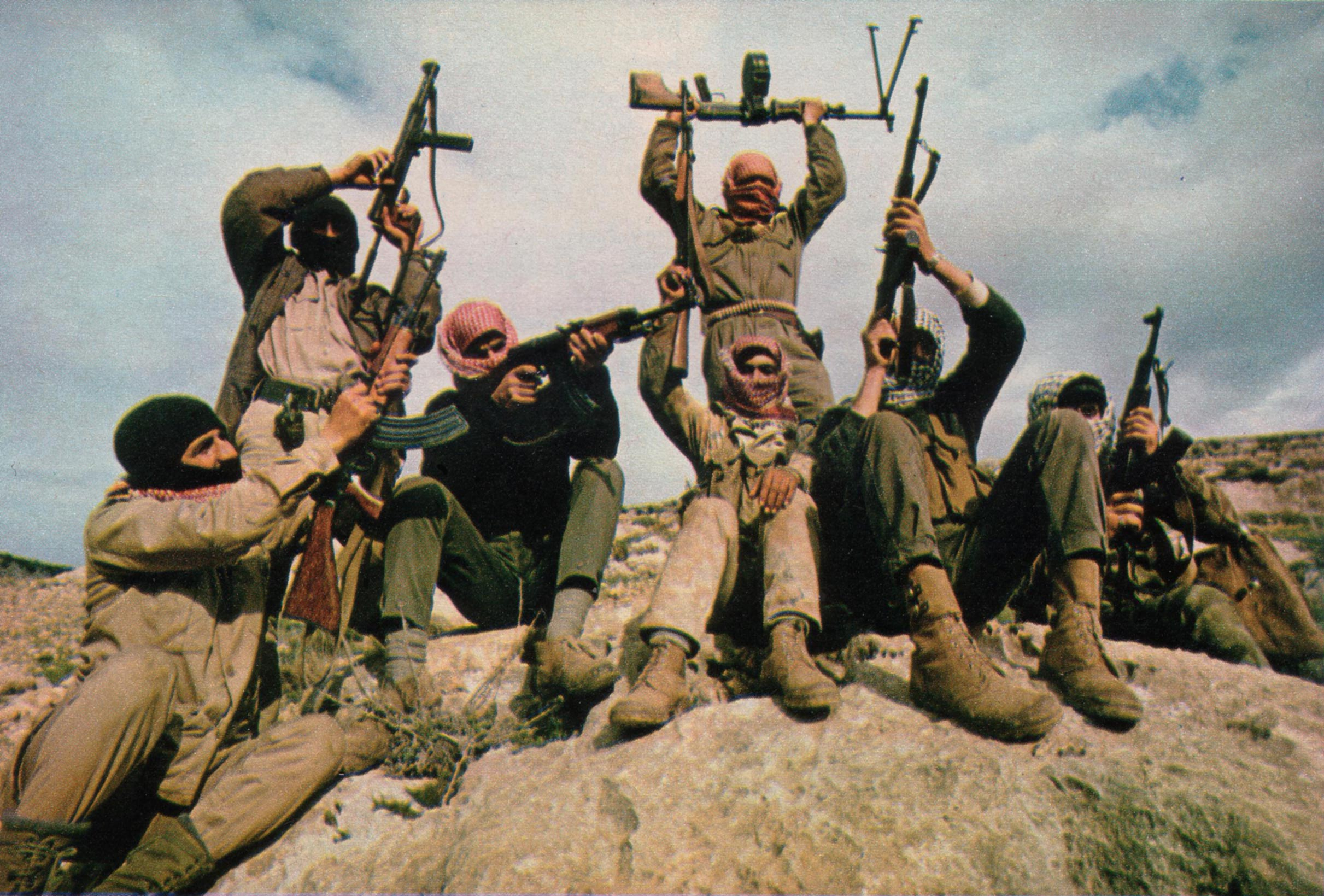
「解放巴勒斯坦人民陣線」恐怖分子，1969年攝於約旦

當時，以色列國防軍每日都要與巴解組織的破壞小隊交戰。恐怖活動的增漲迫使以色列國防軍將三年前縮短的服役期調回30個月。
1969年，恐怖分子拉斯米亞·奧德對耶路撒冷實施襲擊，造成兩名學生死亡、九人受傷。兇犯被定罪，並在以色列監獄中度過約十年。1979年，以色列釋放奧德在內的78名囚犯，是其中之一，以換取被綁架士兵亞伯拉罕·阿姆蘭返國。奧德被釋放並驅逐至約旦。1994年，她透過隱瞞自己曾參與恐怖活動的事實，成功移民到美國，後因被揭發違反美國移民法於2017年被驅逐出境。
這些年裏，巴勒斯坦出現了一批極端宗教恐怖組織，以及具有共產主義背景的左翼恐怖組織，如以佐治·哈巴什為首的「解放巴勒斯坦人民陣線」、「解放巴勒斯坦民主陣線」等。以納伊夫·哈瓦特梅為首的恐怖組織開始在世界各地劫持及攻擊以色列飛機。
巴勒斯坦恐怖分子劫持人質等行為在20世紀60年代末期才開始被西方媒體注意到。

## 20世紀70年代
20世紀70年代初，以色列派出大量部隊進入加沙走廊，突擊緝捕恐怖分子。這些措施令加沙走廊得到了約15年的相對和平。

### 國際恐怖主義
70年代初，巴勒斯坦人恐怖活動增加。1970年至1971年，巴勒斯坦民兵企圖殺害約旦的胡辛國王並篡奪約旦政權（「黑色九月」事件）後，他們後被胡辛國王驅逐出約旦，定居在黎巴嫩南部，並控制了該地區。從那時起，一個名為「黑色九月」的秘密組織在世界各地開始了廣泛的國際恐怖活動，首先針對約旦目標，刺殺了約旦首相瓦斯菲·塔爾，並企圖刺殺約旦駐英國大使，後主要針對猶太人及以色列人。該組織透過其在資金及援助下招募的巴勒斯坦裔恐怖分子在歐洲運作。
「黑色九月」劫持許多客機，要求釋放巴勒斯坦囚犯，並對世界各地的以色列人及猶太人目標進行攻擊。最嚴重的事件是1972年盧德國際機場掃射事件，造成25人死亡，以及同年的慕尼黑慘案，德國安全部隊營救行動失敗，11名以色列運動員被殺害。1973年9月，巴勒斯坦恐怖分子佔領了一輛載有猶太人從蘇聯前往奧地利中轉營的客運列車，這些猶太人本應從那裏前往以色列。恐怖分子要求關閉中轉營。奧地利總理布魯諾·克賴斯基被迫屈服於他們的要求，承諾關閉營地。
以色列通常不與恐怖分子談判。慕尼黑慘案發生後，以色列安全機構意識到空襲並未達到目的。以色列總理梅雅遜夫人決定實行暗殺恐怖分子的「天譴行動」，其中摩薩德消滅了「黑色九月」頭目阿里·哈桑·薩拉馬及其他恐怖組織頭目，以及1973年以色列國防軍在黎巴嫩的不老泉行動。此外，人質營救行動也取得了巨大成功：1972年比利時航空劫機事件中的解救人質行動及1976年烏干達的恩德培行動。在這些行動之後，國際恐怖主義逐漸減弱。另外一個原因是巴解組織希望被國際社會接受為巴勒斯坦人民的合法代表（亞西爾·阿拉法特1974年在聯合國大會的演講中表達了這一點）。
從70年代中期開始，巴勒斯坦恐怖組織在敘利亞軍隊的支持下，在黎巴嫩內戰期間進入黎巴嫩南部利塔尼河以南地區實施恐怖活動。

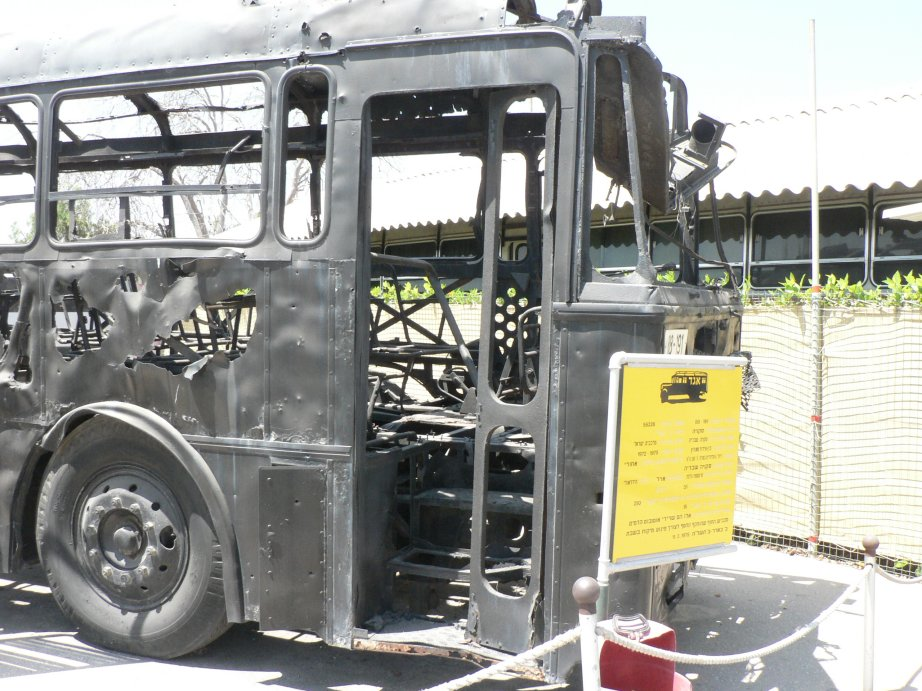
1978年遇襲巴士，襲擊造成35人死亡

1978年，恐怖分子在黎巴嫩劫持了兩輛巴士並殺害35名乘客，引發1978年南黎巴嫩衝突。以色列國防軍為搗毀恐怖組織基地深入黎巴嫩直至利塔尼河，但在國際壓力下未能進入大量恐怖分子盤踞的推羅。

## 20世紀80年代
20世紀80年代，巴勒斯坦恐怖分子對以色列北部地區的襲擊不斷增加。1982年，以色列駐英國大使什洛莫·阿爾戈夫遭巴勒斯坦刺客槍擊，第五次中東戰爭爆發，以色列國防軍進入黎巴嫩被巴勒斯坦武裝團體控制的地區。在黎巴嫩長槍黨的協助下，以色列國防軍將巴解組織武裝部隊驅逐出貝魯特及黎巴嫩南部。從此對以色列北部的恐怖襲擊大幅減少。
戰爭結束後，巴解組織武裝分子仍多次企圖實施恐怖行為。1985年9月24日贖罪日，阿拉法特的17部隊在塞浦路斯拉納卡港的遊艇上殺害了3名以色列人。作為回應，1985年10月1日，以色列空軍發起「木腿行動」，搗毀了位於突尼斯的巴解組織總部。
從1978年到1987年12月第一次巴勒斯坦大暴動爆發的十年間，總共有114名猶太人在恐怖活動中被殺害。

### 第一次巴勒斯坦大暴動
1987年12月，第一次巴勒斯坦大暴動開始於1985年5月的吉布里勒協議，數百名巴勒斯坦籍囚犯被釋放至約旦河西岸及加沙走廊。這些囚犯在當地社區中組織起暴動核心。暴動中的暴力行為包括向以色列車輛投擲石塊、用石塊及簡易武器攻擊以色列國防軍軍人、暴力示威、焚燒巴士、巴勒斯坦國警察罷工及辭職、停止納稅、停止與以色列民政管理部門合作。後來，暴徒甚至以槍枝及燃燒彈攻擊以色列平民。
在1987年至1992年第一次大暴動的五年間，有155名以色列人被殺害。另有1000名巴勒斯坦人被巴勒斯坦恐怖分子以「通敵」為由殺害。

## 20世紀90年代
20世紀90年代初發生了許多巴勒斯坦恐怖活動，包括在拉莫特梅納沙殺害三名以色列國防軍軍人，以及綁架及謀殺以色列警務人員。
1990年2月4日，9名以色列人在埃及伊斯梅利亞附近被恐怖組織阿布·尼達爾的一個小隊殺害，稱為1990年開羅巴士襲擊事件。
1990年8月4日，兩名來自耶路撒冷的男孩被三名恐怖分子綁架並殺害，死者軀體在乾河中被發現。
1993年4月，哈馬斯對約旦河西岸、加沙走廊及耶路撒冷的士兵及平民發起一系列自殺襲擊。

### 《奧斯陸協議》簽署之後
1993年8月20日《奧斯陸協議》的簽署引起強烈公眾騷動。協議簽署後的數月內，約旦河西岸及加沙走廊發生多起巴勒斯坦人恐怖襲擊事件。
1996年耶路撒冷西牆隧道向遊客開放。9月24日，亞西爾·阿拉法特煽動巴勒斯坦民眾以暴力方式回應此事，約旦河西岸隨即爆發三日的騷亂，造成16名以色列國防軍軍人死亡。
自1997年始，恐怖活動有所減少，部分地區仍有針對以色列人的暴力行動。

## 21世紀初

### 第二次巴勒斯坦大暴動

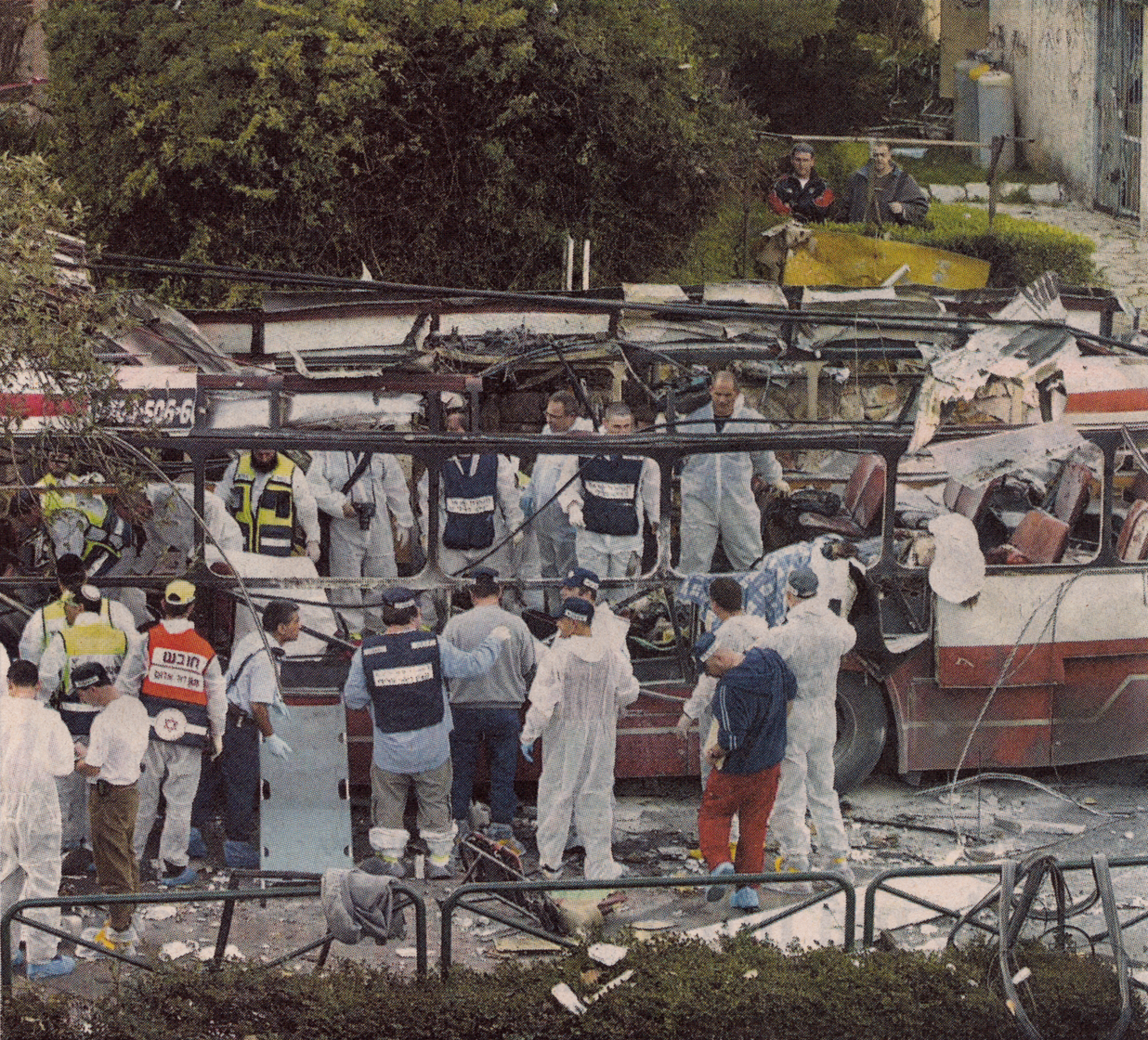
2003年3月5日第二次巴勒斯坦大暴動期間，海法37號巴士發生自殺攻擊

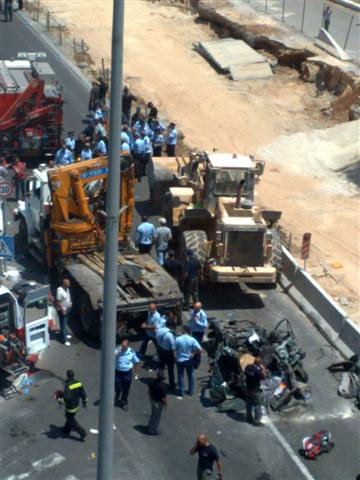
2008年7月2日在耶路撒冷發生的恐怖襲擊

2000年9月底爆發第二次巴勒斯坦大暴動，巴勒斯坦恐怖組織開始兇殘襲擊以色列城市居民以及以色列國防軍軍人。巴勒斯坦恐怖分子這次使用的武器及材料炸藥更為致命。
最初，耶路撒冷發生槍擊事件，很快恐怖組織轉而於巴士及市中心自殺攻擊。第二次大暴動的五年使之前五十年的恐怖主義相形見絀。
2000年10月，巴勒斯坦暴徒私刑處決了以色列國防軍的兩名非戰鬥人員，只因他們誤入巴勒斯坦自治政府控制的約旦河西岸城市拉馬拉。一名巴勒斯坦暴徒自豪地向人群揮舞沾滿血蹟的雙手，這一殘暴事件引發國際社會憤怒，並進一步加劇了以巴衝突。
先前較為和平的約旦河西岸城市（如伯利恆）也被恐怖分子用作基地。巴勒斯坦自治政府非但沒有阻止，反而為恐怖分子提供協助。
恐怖分子開始教唆兒童進行自殺式炸彈襲擊——在過去這被認為是禁忌。此舉受到國際人權組織譴責。
第二次大暴動的頭兩年發生了約14,000起攻擊事件，造成600多名平民死亡，4,500多人受傷。總共有1000多名以色列人在第二次大暴動五年間的襲擊中被殺害，其中大多數是平民。

### 以色列撤離加沙之後
2005年，以色列從加沙走廊撤軍，哈馬斯於2007年6月控制了整個加沙走廊。哈馬斯在加沙走廊的統治令巴勒斯坦人對以色列的襲擊次數有所增加。同時，加沙走廊以外的恐怖襲擊仍在繼續，包括以色列國防軍士兵吉拉德·沙利特遭綁架，遭哈馬斯禁錮五年後才獲釋（以色列為其獲釋釋放了1,027名巴勒斯坦籍囚犯）。

2009年初，為威懾哈馬斯政權、懲治火箭彈襲擊及締造良好安全局勢，以色列在加沙走廊展開大規模軍事行動。行動後一年，對以色列的火箭彈襲擊減少了約90%。

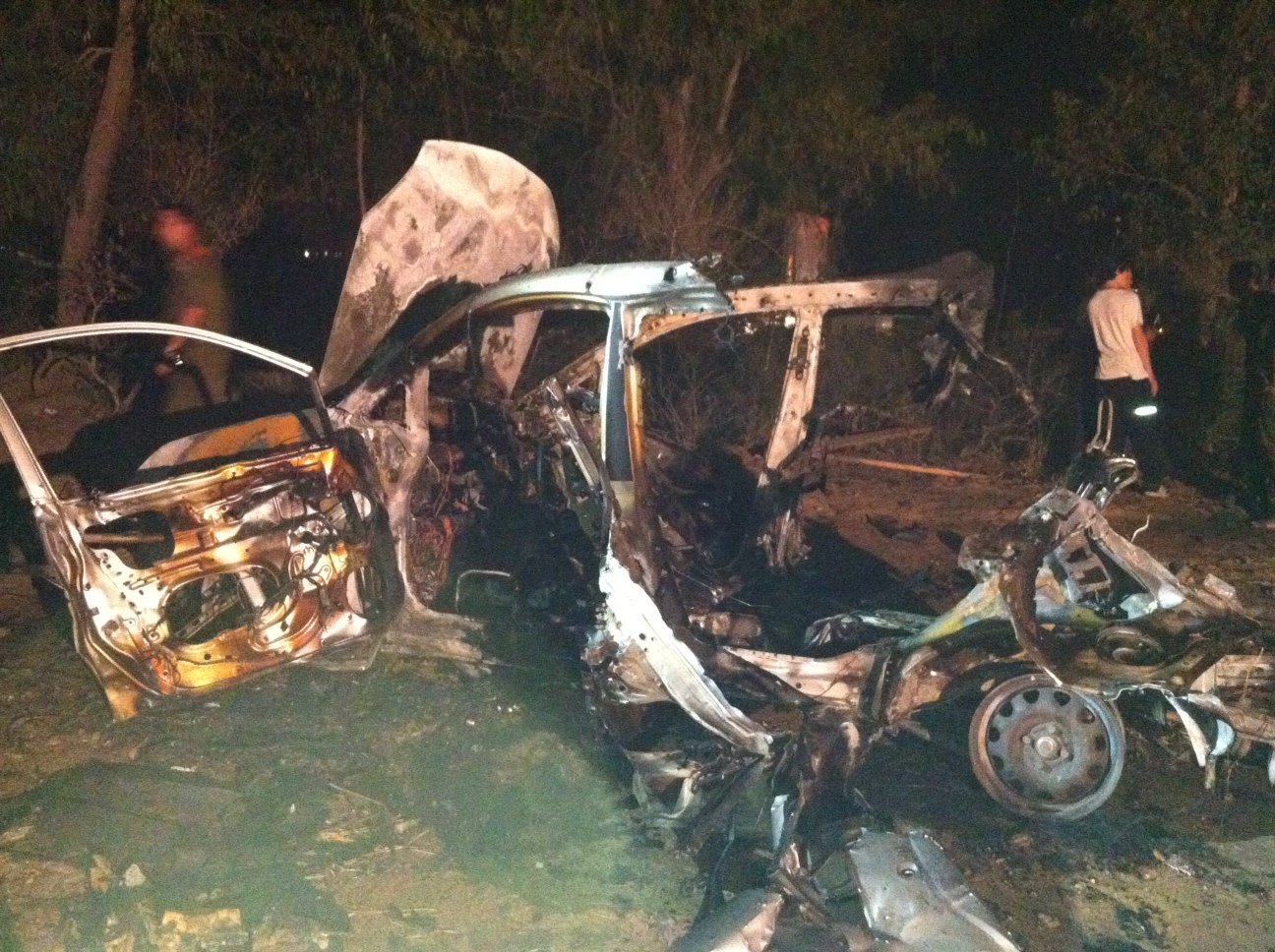
別是巴一輛汽車被加沙走廊恐怖分子發射的火箭擊中，攝於2011年8月24日

2013年，哈馬斯稱「綁架以色列國防軍士兵是巴勒斯坦文化的核心」。
2014年夏季，東耶路撒冷阿拉伯人實施的「大眾恐怖主義」及暴力騷亂活動大幅增加。暴力騷亂包括恐怖襲擊、數千起向車輛及巴士投擲石塊及汽油彈、每天向耶路撒冷輕軌投擲石塊、噴塗納粹符號、破壞國家財產以及對猶太人的暴力襲擊。
2014年11月18日，耶路撒冷的猶太教堂發生攻擊事件。兩名恐怖分子闖入猶太教堂大院，開槍並持刀攻擊信徒，導致4名信徒被殺，8人重傷，一名負傷警員在一天後傷重不治，一名信徒在襲擊發生約一年後因傷重不治。
2017年7月，聖殿山遭到攻擊後，以色列在聖殿山入口處放置金屬探測器以保障公眾安全。阿拉伯恐怖分子借此在耶路撒冷發起暴亂，造成17名以色列人喪生。
2018年5月14日美國駐以色列大使館遷至耶路撒冷的當天，數萬名巴勒斯坦人發起騷亂，巴勒斯坦恐怖分子企圖破壞邊境牆並進入以色列實施恐怖襲擊。

## 21世紀20年代
2023年10月7日，哈馬斯對以色列發動襲擊，稱之為「阿克薩洪水行動」。哈馬斯大肆屠殺平民，劫持人質，造成1,400多名以色列人死亡，其中包括婦女、兒童、老人，以及阿拉伯裔以色列人。此次襲擊為自1948年以色列復國以來巴勒斯坦武裝分子發動的令猶太人傷亡最慘重的襲擊。